# St. Hubertus (Schmidt)

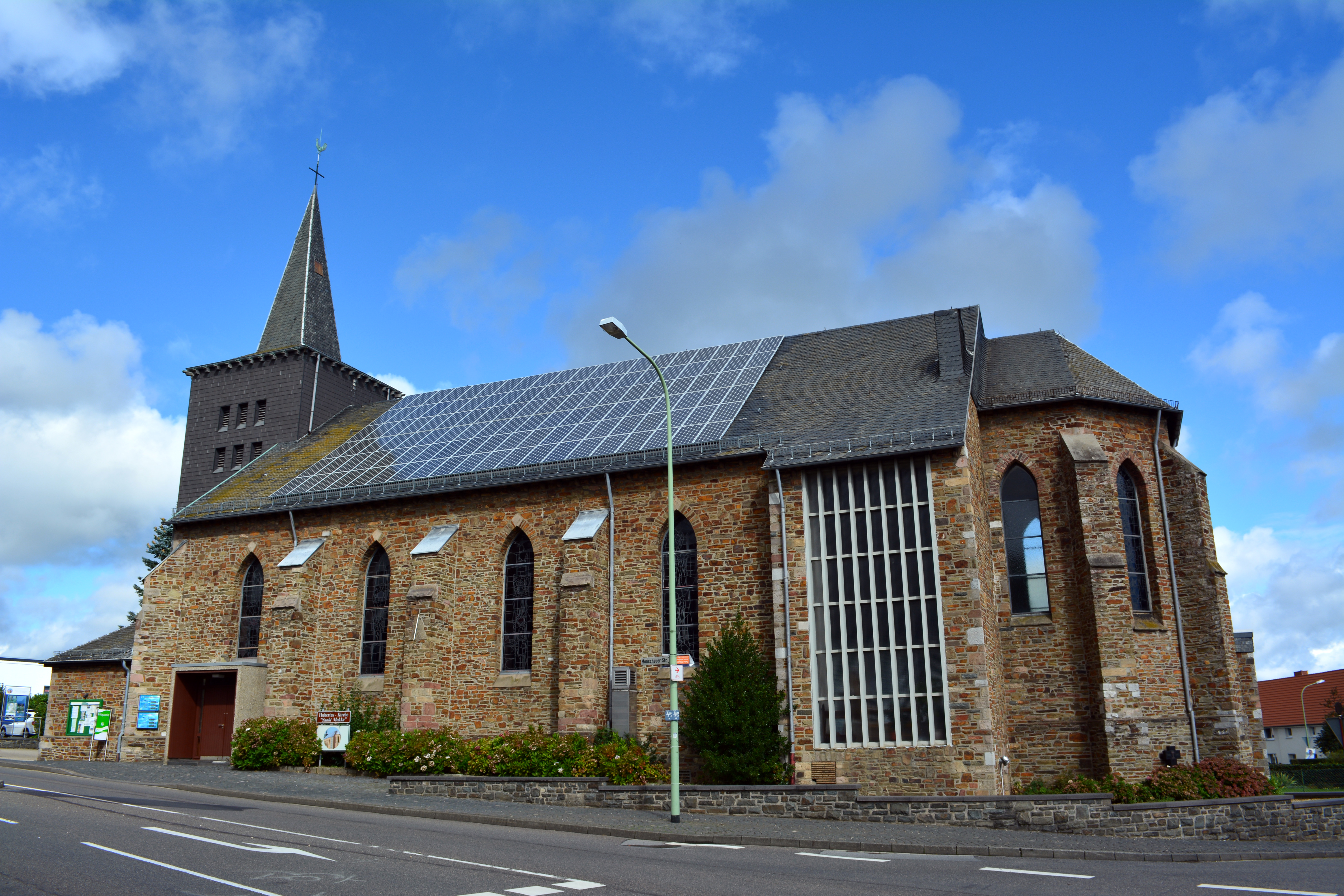
St. Hubertus in Schmidt

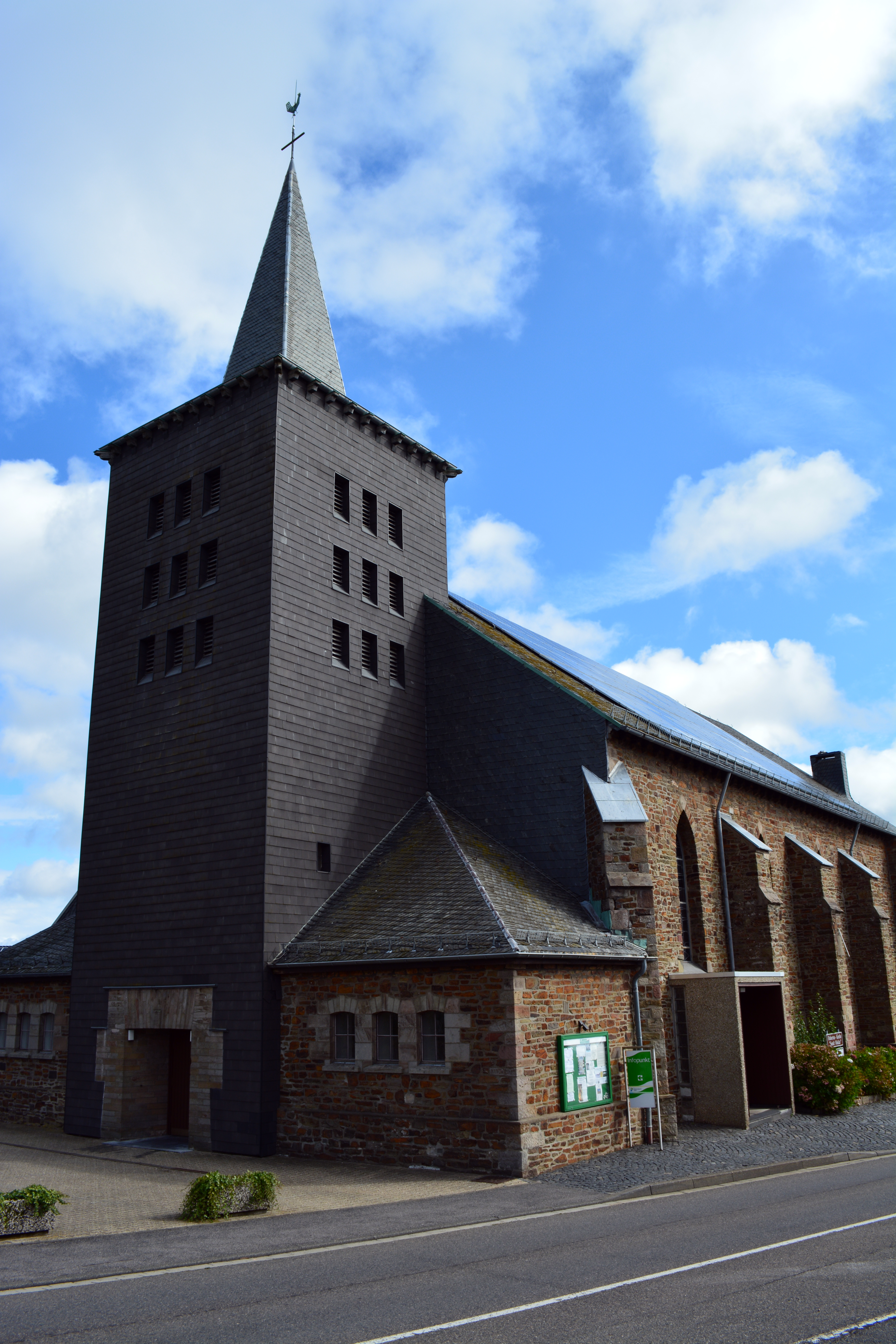
Glockenturm und Haupteingang

St. Hubertus ist die römisch-katholische Pfarrkirche des Ortsteils Schmidt der Stadt Nideggen im Kreis Düren, Nordrhein-Westfalen.
Im Volksmund wird die Kirche St. Mokka genannt.

## Geschichte
Eine erste Kirche in Schmidt wird erst zwischen 1684 und 1685 vermutlich im Baustil des Barock errichtet. Der Grundstein wurde am 2. Mai 1684 gelegt und am 8. September 1685 wurde das kleine Gotteshaus geweiht. Bis in die zweite Hälfte des 18. Jahrhunderts war Schmidt eine Filiale der Pfarre Simmerath. Um 1760 wurde Schmidt zur eigenständigen Pfarrgemeinde erhoben.
Da die alte Schmidter Kirche Anfang der zweiten Hälfte des 19. Jahrhunderts baufällig geworden war, wurde ein Neubau nötig. Am 20. Oktober 1865 genehmigte das Generalvikariat des Erzbistums Köln schließlich den Bau einer neuen Kirche. So konnte am 19. März 1866 mit dem Abbruch des alten Gotteshauses begonnen werden. Am 5. Juni 1866 wurde der Grundstein für die neue Kirche gelegt. Geplant wurde die dreischiffige, neugotische Hallenkirche mit dreiseitig geschlossenem Chor vermutlich vom Kölner Architekten Franz Schmitz. Im Zweiten Weltkrieg wurde sie bei der Allerseelenschlacht 1944 bis auf die Umfassungsmauern zerstört.
Unter Einbezug der noch vorhandenen Mauerreste wurde am 20. März 1949 der Grundstein zum Wiederaufbau gelegt. Am 5. November 1950 konnte die wiederaufgebaute Schmidter Kirche durch den Aachener Weihbischof Friedrich Hünermann geweiht werden. Beim Wiederaufbau wurde auf die Unterteilung zwischen Seitenschiff und Hauptschiff, sowie der Einzug von Gewölben verzichtet, sodass aus der Hallenkirche nun eine große Saalkirche mit hölzerner Decke geworden ist. 1970 wurde die Kirche nach Norden hin durch einen nebenschiffähnlichen Anbau erweitert.

## Ausstattung
Im Innenraum befindet sich eine moderne Ausstattung. Erwähnenswert ist eine Pietà in der Kriegergedächtniskapelle. Sie soll um 1320 entstanden sein. Die Fenster sind Werke des Künstlers Hermann Gottfried aus dem Jahr 1961.

## St. Mokka
Seit dem Zweiten Weltkrieg wird die Schmidter Pfarrkirche St. Mokka genannt. Grund dafür war der nach dem Krieg bis 1953 aufblühende Kaffeeschmuggel über die nahe belgische Grenze. Dadurch erlangten einige Schmidter einen gewissen Wohlstand, wollten zunächst aber nichts zum Wiederaufbau der Kirche leisten. Nach mehreren Predigten des damaligen Pfarrers Josef Bayer, die genau darauf abzielten, fanden sich kurz darauf ca. 250.000 Mark im Opferstock, sodass mit dem Wiederaufbau begonnen werden konnte. So wurde die heutige Kirche durch die Gelder des Kaffeeschmuggels finanziert.